# 大見谷川 (南丹市)
大見谷川（おおみたにがわ）は、京都府南丹市園部町大戸の大見谷を流れる淀川二次支流の準用河川である。

## 地理
大見谷川の準用河川の起点は園部町大戸大見谷で、北東流して大見口（おみぐち）で桂川（大堰川）右岸に流入する。ごみ処理施設 京都中部クリーンセンターがある大見谷の八木町室河原側（大見谷川の反対側（南側））は園部川の流域である。

## 流域の村
南丹市
- 園部町
  - 川辺地域
    - 大戸

## 流域にある主な施設
- 大戸区公民館[3]

## 流域にある社寺
- 泉福寺（廃寺） – 跡地に薬師堂が残っている[4]。